# 海貓飛彈
海貓飛彈是英國的一款短程防空飛彈系統，旨在取代英國海軍各式軍艦上廣泛使用的波佛斯40毫米防空砲。海貓飛彈是世界上第一款應用於實戰的短程艦對空飛彈系統，其設計理念在於沿用現有射控系統的條件下，通過最低限度的改裝工程全面升級並取代各式軍艦上的波佛斯防空砲。該系統的曳引式陸基防空飛彈版本被稱為“虎貓飛彈”。
海貓飛彈不同型號間的區別主要在其射控系統。最初的GWS-20型號使用簡單的手動視線指令導引模式，以滿足快速開發和快速部署的需求。之後出現了幾款改進型號：GWS-21增加了雷達提示以輔助手動操作，使該型號於夜間和惡劣天氣的作戰效果提升；GWS-22型號改用了半自動視線指令導引模式；最後研發出的型號GWS-24具有全自動交戰的功能。陸基型虎貓飛彈的服役時間相對較短，且不久後便被輕劍防空飛彈取代，而艦載型海貓飛彈的服役時間則較長，最終被海狼飛彈和各式技術更先進的近程防禦武器系统取代。
海貓飛彈和虎貓飛彈在對外出口市場上都取得了成功，有些至今仍在使用。

## 歷史
海貓飛彈的歷史可以追溯到貝爾法斯特肖特兄弟公司一項名為SX-A5的實驗，該實驗試圖將馬爾卡拉（Malkara）反戰車飛彈改裝為以無線電操控的短程防空飛彈。該實驗之後被賦予了“綠燈”（Green Light）的彩虹代號，最終開發出的產品則被命名為海貓飛彈。
由於海貓飛彈是以一款反戰車飛彈為原型，因此它的體積相對其他防空飛彈較小，飛行速度也較慢，僅能達到亞音速。海貓飛彈在當時被認為可以有效對抗1950年代與霍克海鷹戰鬥機性能相似的第一代、第二代噴射機，這些使用噴射引擎的新型戰鬥機很難用二戰時期的波佛斯40毫米/L60防空砲進行攔截。
1958年4月，海貓這個名字第一次被公開提及，當時肖特兄弟公司從英國海軍獲得一份開發短程防空飛彈系統的合約，以取代40毫米/L60防空砲或具有近炸引信彈種的波佛斯40毫米/L70防空砲。它也可用於攔截一些大型且速度緩慢的反艦飛彈，例如華沙公約組織和蘇聯的各個武器外銷客戶正在部署的“冥河”艦對艦飛彈。
海貓飛彈在1959年法恩堡航空展上首次向公眾展示。1961年，海貓飛彈在英國皇家海軍勇敢級誘餌號驅逐艦上進行首次驗收測試，成為第一枚由皇家海軍軍艦發射的飛彈。後來它也被瑞典海軍採用，並成為第一枚由外國海軍發射的英國飛彈。

## 設計
最初的海貓飛彈是一款小型亞音速飛彈，由雙推力固體燃料火箭引擎提供推力。它在飛行途中由4個十字形排列的後掠翼操縱航向，並由另外4個小尾翼穩定飛行。海貓飛彈可接收控制器的無線電數據鏈路指令以進行手動視線指令導引，此導引模式將使軍艦內的操作者需在飛彈和目標都進入其視野範圍內時，才能手動操作射控系統修正航向。因此，操作者通常需要等待大約7秒（飛行約300（328碼））的時間使海貓飛彈進入跟蹤雷達或是目視的方向，使其在極近距離下的防空效率不佳。
海貓飛彈由軍艦上的4聯裝飛彈發射器發射，此發射器的底座比它所取代的波佛斯雙聯裝高射砲的Mark 5型號和STAAG型號更小，重量上也更輕、更容易維護，並且非常容易使用。

## 衍生型號
最初，所有海貓飛彈均使用4聯裝6,600磅（3,000）重的飛彈發射器，但後續又開發出了3聯裝2,800磅（1,270）重的飛彈發射器。兩種飛彈發射器都需由人工裝填彈藥，並裝有用於接收無線電指令的天線。軍艦只需安裝發射器、設置射控系統及分配一間飛彈操作室即可成功安裝此防空系統。海貓飛彈及相關設備被北約和大英國協的海軍廣泛使用，並出口到世界各地。它還能與多種客製化的射控系統集成，如最常見的荷蘭HSA的射控系統。皇家海軍使用的4種射控系統如下所述。

### GWS-20

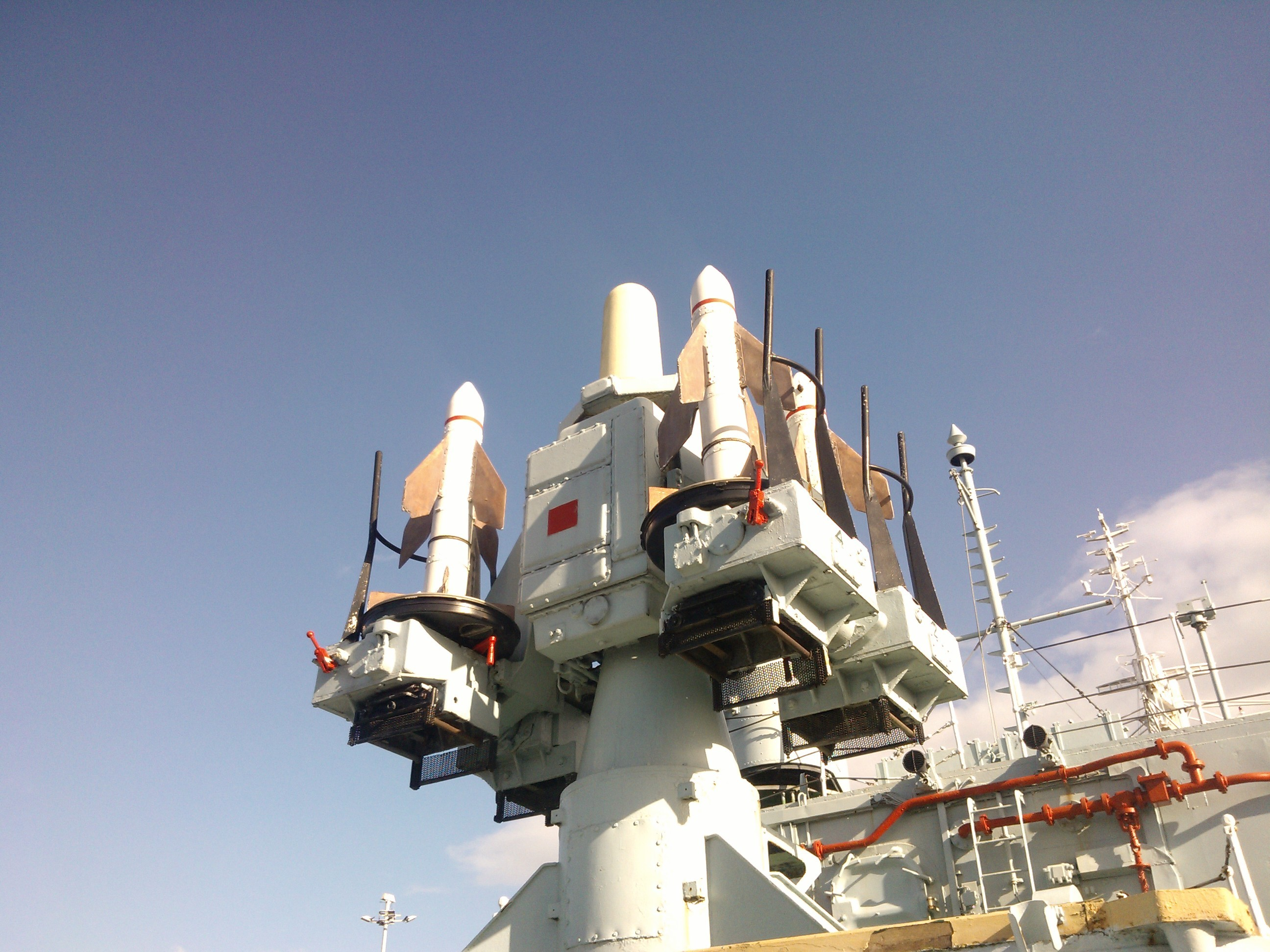
騎士號驅逐艦上的GWS-20型海貓飛彈

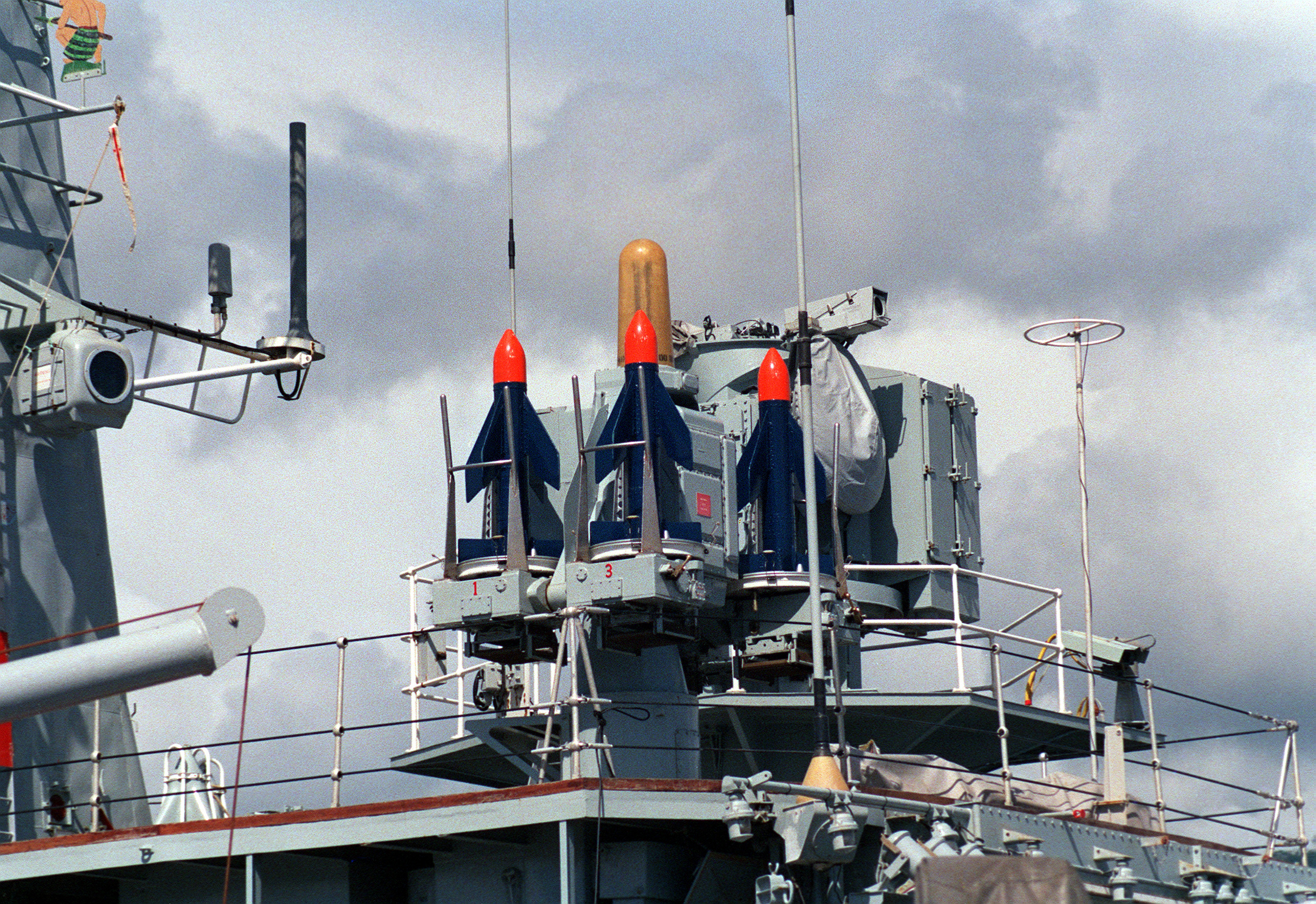
威靈頓號巡防艦上的海貓飛彈發射器和GWS-22射控系統。可見安裝在導引系統上的閉路電視攝影機和橙色天線罩

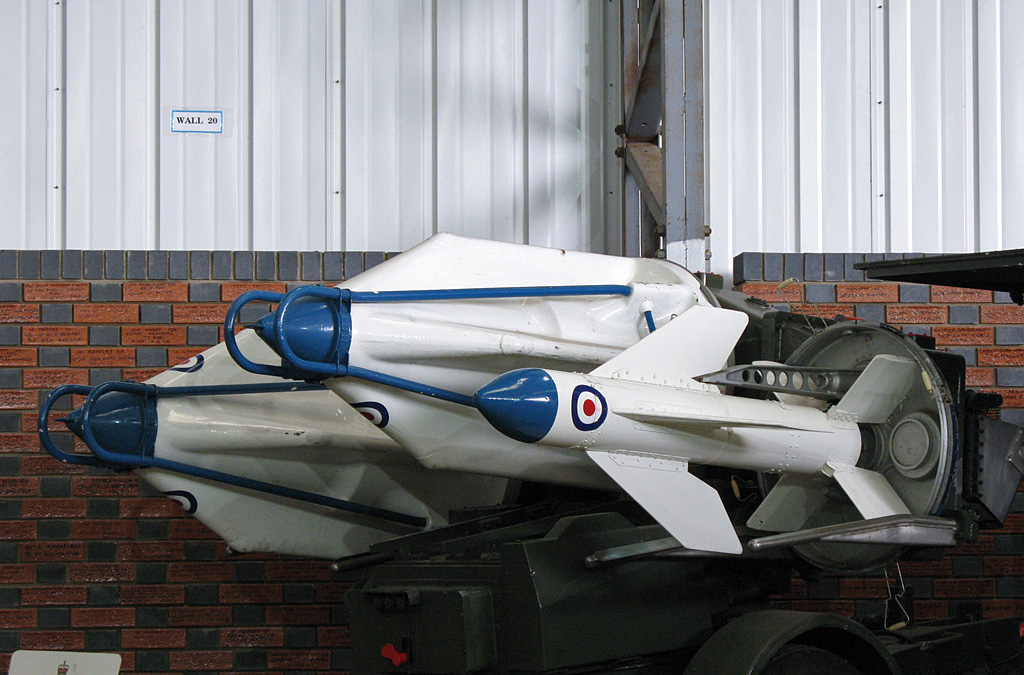
3聯裝虎貓飛彈發射器，左側2枚飛彈裝有運輸用護罩，右側為訓練彈

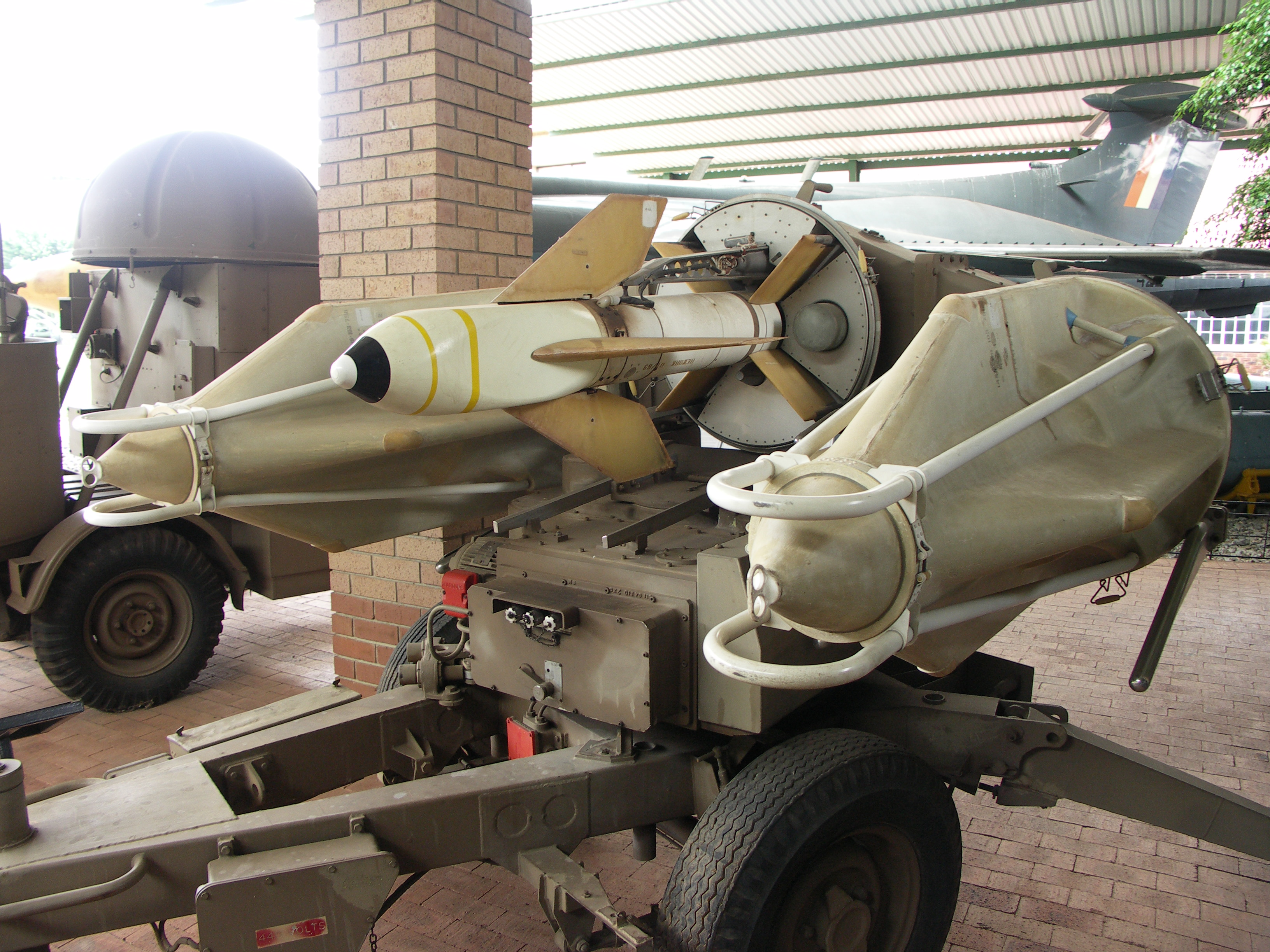
南非防衛軍（現南非國防軍）的希爾達（虎貓）飛彈發射器

“GWS-20”（Guided Weapon System 20，20型導引武器系統）是海貓飛彈最初的型號，旨在取代波佛斯雙聯裝Mark 5高射砲及其相關的射控系統。最初的輔助導引裝置為一種簡易測速導引裝置（STD, Simple Tachymetric Director），並實現完全視覺化操作。操作者以肉眼確認目標及飛彈的相對位置，然後用操縱桿輸入修正航向的指令，隨後指令便會通過無線電鏈路傳達給飛彈，藉此引導飛彈接近目標。飛彈尾翼上會發出耀斑以幫助操作者識別飛彈位置。
1961年，鷹號航空母艦的GWS-20系統在誘餌號驅逐艦上進行了驗收試驗，隨後被拆除。皇家海軍中安裝有GWS-20系統的軍艦有：無畏級兩棲船塢運輸艦、羅撒西級和利安德級巡防艦、索爾茲伯里級的林肯號和索爾茲伯里號以及部分郡級驅逐艦。英國皇家海軍肯特號和倫敦號驅逐艦在1970年代初期將其更新為GWS-22。最初皇家海軍希望將所有的郡級驅逐艦都安裝GWS-20型號海貓飛彈，而該級也都做好了相應的改裝準備。然而，最終只有騎士號驅逐艦和任性號驅逐艦接收到此系統，並於1966年進行改裝。
GWS-20型海貓飛彈參與了福克蘭戰爭，安裝在當時的羅撒西級普利茅斯號巡防艦和雅茅斯號巡防艦上。

### GWS-21
GWS-21型號海貓飛彈使用了包含262型雷達的“改進型近程盲火類比射控系統” (CRBFD, Close Range Blind Fire analogue fire control director) 。此新型射控系統提供操作者在肉眼索敵的模式外，另一種以雷達輔助手動追蹤和引導飛彈的模式，使該型號在黑夜及低能見度環境下的作戰性能提升。它是部落級巡防艦、4艘戰鬥級AD改裝艦、4艘郡級驅逐艦、奧塔哥號護衛艦、塔拉納基號護衛艦以及鷹號航空母艦上的預設防空武器。該型號在最後一次外銷中出售給了印尼海軍，並由VT集團於1984年改裝在部落級韃靼號、阿散蒂號和廓爾喀號上。

### GWS-22
GWS-22型號海貓飛彈是一款與包含904型跟蹤雷達的完整MRS-3射控系統集成的海貓飛彈，也是第一款具有半自動視線指令導引功能的海貓飛彈。它在20世紀70年代被改裝在大多數利安德級、羅撒西級、郡級護衛艦以及競技神號航空母艦上。它可以在自動雷達導引（盲火雷達）、手動雷達導引、手動電視導引或緊急情況下的直接導引模式下運作。所有以上艦艇都曾在福克蘭群島服役。

### GWS-24
GWS-24型號海貓飛彈為英國皇家海軍使用的最終版本，使用義大利阿萊尼亞獵戶座RTN-10X（Orion RTN-10X）射控系統和912型雷達，僅安裝在21型巡防艦上。使用此型號防空系統的軍艦曾在福克蘭群島服役。

### 虎貓飛彈
虎貓飛彈（Tigercat）為艦載海貓飛彈的陸基型防空飛彈版本，使用3聯裝曳引式飛彈發射器，由路虎軍用卡車牽引發射器及相關射控、雷達裝備。最初型號的虎貓飛彈戰鬥性能與GWS-20型號類似。後續1973年也推出使用GWS-24類似性能的2型虎貓飛彈，使用I/J工作頻段的馬可尼ST850/M射控雷達。此外，2型虎貓飛彈也使用了具有現代化電子設備的改良型飛彈彈體。1967年至1978年間，只有英國皇家空軍地面團第48中隊使用，隨後便被輕劍防空飛彈取而代之。虎貓防空飛彈系統也曾被阿根廷、印度、伊朗、約旦、南非和卡達的軍隊使用。

### 地獄貓飛彈
地獄貓飛彈（Hellcat）是海貓飛彈的空對地飛彈版本，曾在20世紀60年代末被考慮開發，以裝備於韋斯特蘭黃蜂式直昇機及威塞克斯式HU.5型直昇機上，用於對抗各種快速攻擊艇和其他高速的海上目標。直昇機的一對武器掛架上可各攜帶1枚飛彈，並將光學瞄準鏡安裝於機艙頂。地獄貓飛彈也曾被考慮用於反游擊戰，將4枚飛彈掛載於肖特兄弟SC.7運輸機上。

### 海貓標靶
“海貓標靶”（Seacat Target）是在海貓飛彈的基礎上研發的一種模擬反艦飛彈以供軍艦進行飛彈攔截訓練的特殊訓練彈型號。此型號於1986年推出，使用與海貓飛彈相同的兩段式火箭引擎，但戰鬥部改為特殊的訓練用彈頭。此型號飛彈可從制式海貓飛彈發射器發射。

## 服役紀錄

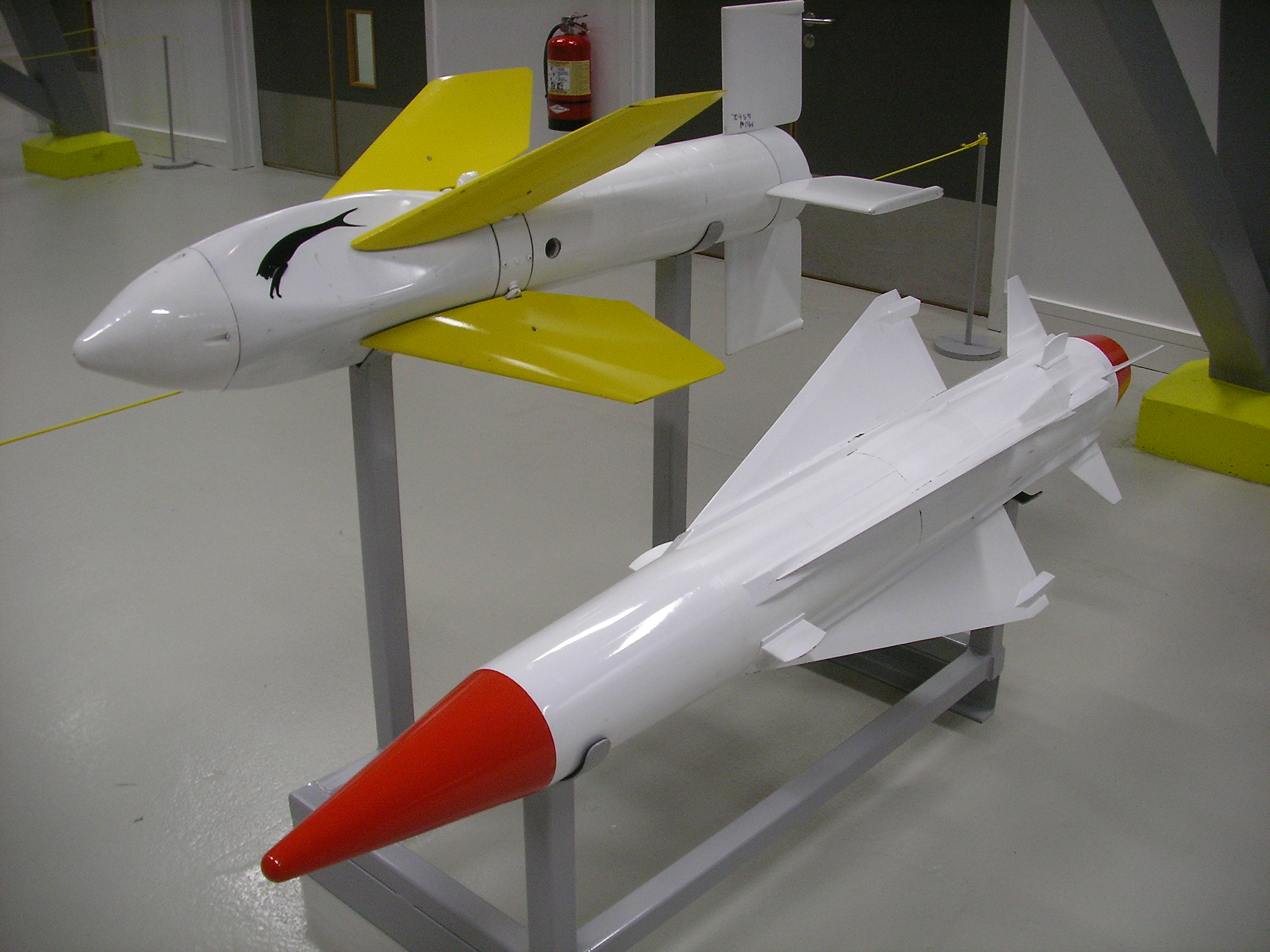
達克斯福德帝國戰爭博物館分館展出的海貓飛彈（上）和海狼飛彈（下）

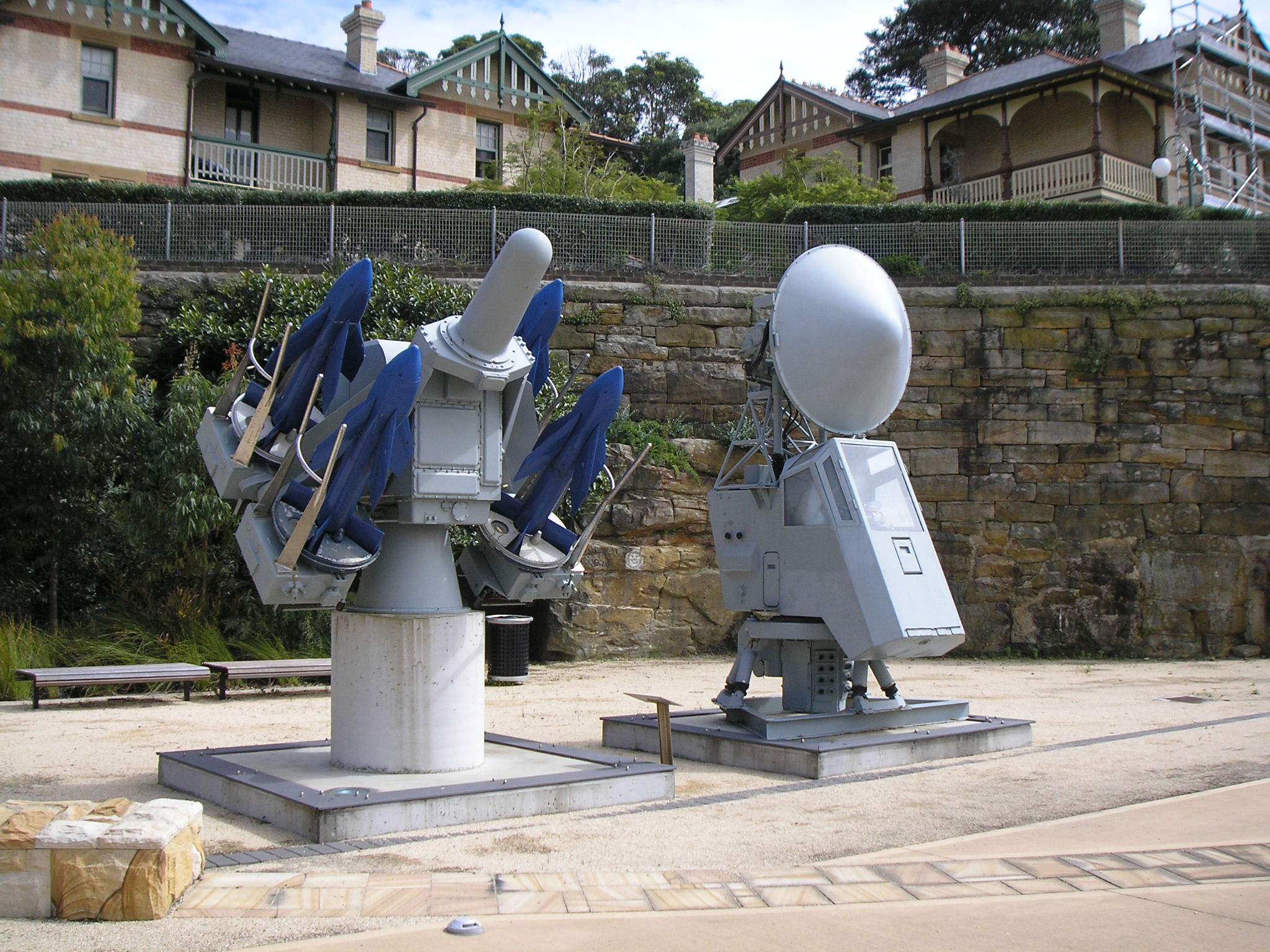
雪梨澳大利亞皇家海軍遺產中心的海貓飛彈發射器和M44型射控系統

第一艘安裝海貓飛彈並投入使用的時間為1962年2月，由戰鬥級拉科魯尼亞號驅逐艦首次列裝。然而由於噴射機速度的快速提高和超音速反艦飛彈的問世，導致海貓飛彈到20世紀70年代就變得相當過時了。在這些情況下，手動視線指令導引的亞音速海貓飛彈在除了攔截正面方向來的飛機以外，幾乎完全追不上其他情況下側飛或遠離中的飛機，且就算敵機正面來襲，也只有在操作員及時警覺到目標時才能進行攔截。後續海貓飛彈推出了一款裝有高度计等電子設備的改進版本，可避免飛彈於接近海平面飛行時高度過低而沉入海中，使海貓飛彈攔截超低空掠海飛行的反艦飛彈的效率獲得提升。

### 福克蘭戰爭
儘管已經過時，海貓飛彈在福克蘭戰爭爆發時仍被英國皇家海軍廣泛使用，並且是許多艦艇的主要防空系統。事實證明，它比剛推出更現代化的海狼飛彈更可靠，儘管熱情號護衛艦的飛彈發射器在該艦遭受一次空襲的關鍵時刻時發射失敗了。英國戰後最初的報告聲稱海貓飛彈摧毀了8架飛機，但這些戰績並沒直接的證據支持，因為這些飛機當時遭受多種英國防空武器猛烈攻擊，且無法明確確認完成致命一擊的武器種類。
海貓飛彈可能參與摧毁了3架阿根廷的A-4C天鷹式攻擊機，這些飛機受到了部署於聖卡洛斯灣的防空系統的全力攻擊。其他聲稱獲得相同戰果的武器包括輕劍防空飛彈、吹管飛彈以及艦載40毫米L/60防空砲。6月12日，格拉摩根號驅逐艦向1枚襲來的飛魚反艦飛彈發射海貓飛彈攔截，飛魚飛彈的飛行可能因海貓飛彈的爆炸而發生些許偏離，但並不足以摧毀彈體或是使其脫靶。格拉摩根號驅逐艦在該次襲擊中被擊中並嚴重受損。當時阿根廷的第601防空砲兵大隊有裝備虎貓防空飛彈。戰後英國人繳獲了7台虎貓飛彈發射器，其中一些之前曾列裝於英國皇家空軍。
福克蘭戰爭後，英國皇家海軍對制式防空武器進行了緊急且徹底的重新評估。而後海貓飛彈迅速退役，並被更加現代的武器系統取代，如守門員近迫武器系統 、更現代的20毫米和30毫米高射砲和攜帶海狼飛彈的新型護航艦。

### 瑞典
這些飛彈安裝在4艘瑞典東約特蘭級驅逐艦上，軍艦上的3門波佛斯L/70高射砲被改裝成一門海貓飛彈發射器。東約特蘭級驅逐艦始建於1950年代末，於1980年代初退役。

### 澳大利亞
海貓飛彈安裝在澳大利亞皇家海軍的所有6艘江河級護航驅逐艦上，並與該級最後1艘艦艇於20世紀90年代末一同退役。該級軍艦退役前使用的最終版本海貓飛彈的射控系統由HSA M44雷達/光學射控系統組成。可通過安裝在同步轉向支架上的雙筒望遠鏡對目標進行視線追蹤。托倫斯號護航驅逐艦是該系統退役前最後一艘進行實彈射擊的船艦，該次演習中3枚飛彈在發射器上依序發射攻擊牽引式標靶，並取得1脫靶、2命中的成果。

## 使用國
- 阿根廷
  - 阿根廷陸軍：4台虎貓飛彈發射器。

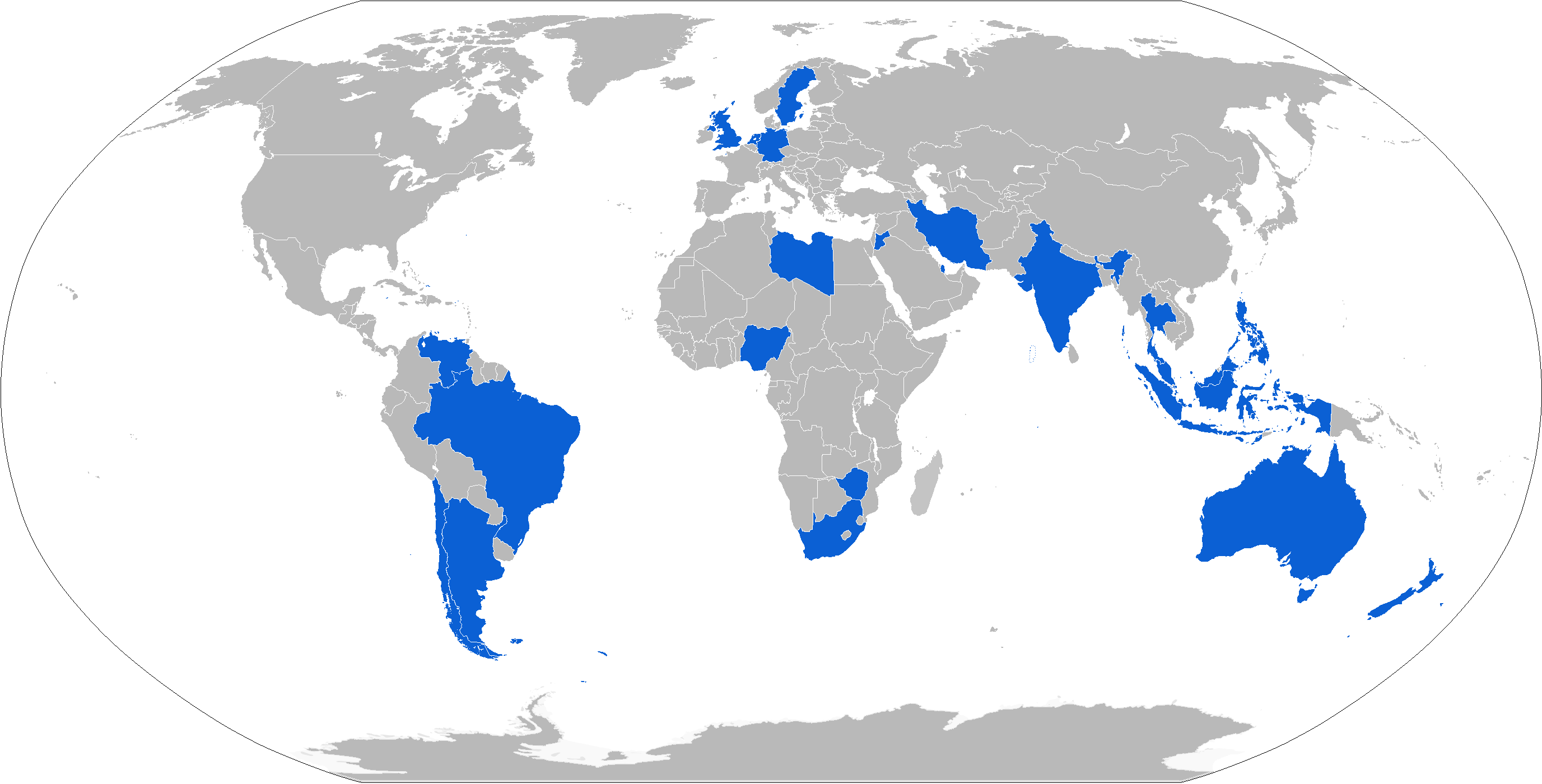
海貓飛彈的使用國

  - 阿根廷海軍：1967年，2門海貓飛彈發射器安裝於貝爾格拉諾將軍號巡洋艦上。[17]
  - 阿根廷海軍陸戰隊：3台虎貓飛彈發射器。目前已被RBS 70人員攜行式防空飛彈取代。
- - 澳大利亞皇家海軍
- 巴西
  - 巴西海軍：GWS-24型用於尼泰罗伊级巡防舰，並搭配RTN-10X射控雷達。[1]
- 智利
  - 智利海軍：GWS-22型用於利安德級巡防艦（英语：Leander-class frigate）、郡級驅逐艦（英语：C-class destroyer (1943)）。[1]
- 德国
- 印度尼西亞
- 印度
  - 印度陸軍 – 虎貓飛彈
  - 印度海軍 – 海貓飛彈
- 伊朗
  - 伊朗空軍 – 虎貓飛彈
  - 伊朗伊斯蘭共和國軍隊 – 虎貓飛彈
  - 伊朗海軍 – 海貓飛彈
- 约旦
  - 約旦皇家陸軍 – 虎貓飛彈
- 利比亞
  - 利比亞海軍
- 马来西亚
  - 馬來西亞皇家海軍
- 新西兰
  - 紐西蘭皇家海軍
- 荷蘭
  - 荷蘭皇家海軍
- 奈及利亞
  - 尼日利亞海軍
- 巴基斯坦
  - 巴基斯坦海軍：GWS-22型用於利安德級巡防艦（英语：Leander-class frigate）[1]、21型巡防艦
- - 卡達軍隊 – 虎貓飛彈
- 南非
  - 南非空軍 – 虎貓飛彈，南非空軍稱為“希爾達”（Hilda）。[18]
- 瑞典
  - 瑞典海軍 – 東約特蘭級驅逐艦（英语：Östergötland-class destroyer）
- 泰國
  - 泰國皇家海軍
- 英国
  - 英國皇家空軍 – 虎貓飛彈
  - 英國皇家海軍 – 海貓飛彈
- 委內瑞拉
  - 委內瑞拉海軍
- 辛巴威
  - 辛巴威陸軍 – 虎貓飛彈
- - 厄瓜多海軍（英语：Ecuadorian Navy）：GWS-22型用於利安德級巡防艦（英语：Leander-class frigate）[1]

### 引文
1. 1 2 3 4 5 6 7 8  Friedman 1997，第410頁.
2. 1 2  . robotmuseum.se. Arboga Missile Museum.   [2023-12-15]. （原始内容存档于2024-02-24） （瑞典语）.
3. 1 2  Cullen & Foss (1993)，第273-274頁.
4. 1 2 3  Gibson & Buttler 2007，第65頁.
5. ↑  Flight (1963)，第438頁.
6. ↑  Flight (1963)，第437頁.
7. ↑  Korb (1982)，第227-228頁.
8. 1 2  Chant (1988)，第39頁.
9. ↑  Dean Wingrin. . SAAE.   [2008-07-18]. （原始内容存档于1 May 2012）.
10. ↑  Flight (1968)，第792頁.
11. ↑  Flight (1973)，第1012頁.
12. ↑  Flight (1985)，第11頁.
13. ↑  . www.iwm.org.uk. Imperial War Museum.   [12 June 2020]. （原始内容存档于2023-11-26）.
14. ↑  Hobson & Noble (2002)，第162頁.
15. ↑  Smith, Gordon. . Battle Atlas of the Falklands War 1982 by Land, Sea and Air. NavalHistory.net. 31 May 2013  [2024-04-01]. （原始内容存档于2009-05-29）. originally published by Ian Allan, 1989
16. ↑  Roberts (2009)，第294頁.
17. ↑  .   [10 April 2012]. （原始内容存档于26 January 2010）.
18. ↑  .   [18 July 2008]. （原始内容存档于1 May 2012）.

### 書目
- Chant, Christopher. . Potomac Books Inc. 1988. ISBN 9780080362465 （英语）.
- Cullen, Tony; Foss, Christopher Frank. . Jane's Information Group. 1993. ISBN 9780710609793 （英语）.
- Friedman, Norman. . US Naval Inst Pr. 1997. ISBN 1-55750-268-4 （英语）.
- Gibson, Chris; Buttler, Tony. . Midland Publishing. 2007. ISBN 9781857802580 （英语）.
- Hobson, Chris; Noble, Andrew. . Midland Publishing. 2002. ISBN 1857801261 （英语）.
- Korb, Edward L. . Pomona Division of General Dynamics Corporation. 1982 （英语）.
- . Flight International. 13 December 1973  [3 September 2017]. （原始内容存档于2017-09-03） （英语）.
- . Flight International. 14 November 1968  [3 September 2017]. （原始内容存档于2017-09-03） （英语）.
- Roberts, John. . Seaforth Publishing. 2009  [2024-04-01]. ISBN 9781848320437. （原始内容存档于2023-11-26） （英语）.
- . Flight International. 5 September 1963  [3 September 2017]. （原始内容存档于2017-08-05） （英语）.
- . Flight International. 21 September 1985 （英语）.

## 外部連結
- 1959年海貓飛彈試射影片 （页面存档备份，存于）